# El caballero avaro
El caballero avaro (título original en ruso, Скупой рыцарь, Skupói rýtsar, Op. 24) es una ópera en un acto con música de Serguéi Rajmáninov, con el libreto basado en el drama de Aleksandr Pushkin.  El compositor decidió esencialmente poner música al texto de Pushkin tal como está escrito, y tenía a Fiódor Chaliapin en mente para el papel del Barón. Se estrenó el 24 de enero (antiguo calendario: 11 de enero) de 1906 en el Teatro Bolshói de Moscú, con el propio compositor dirigiendo, en un programa doble con otra ópera de Rajmáninov escrita de forma contemporánea, Francesca da Rimini.

## Referencias

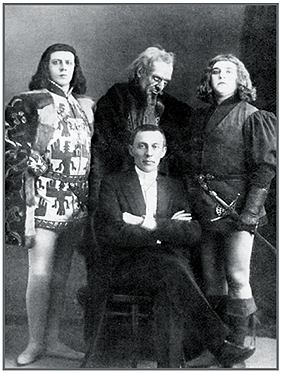
Serguéi Rajmáninov con los primeros intérpretes de El caballero avaro (de izda. a dcha.) I. Gryzunov, G. Baklánov y A. Bonáchich. 1906

## Personajes
| Personaje                                            | Tesitura | Reparto del estreno 24 de enero de 1906 Director: Ipolit Altani |
| ---------------------------------------------------- | -------- | --------------------------------------------------------------- |
| Barón (esto es, el caballero del título de la ópera) | barítono | Gueorgui Baklánov                                               |
| Albert (Alber), su hijo                              | tenor    | Antón Bonáchich                                                 |
| Prestamista (Rostovschik)                            | tenor    | Stepán Barsukov                                                 |
| Duque (Guértsog)                                     | barítono | Iván Gryzunov                                                   |
| Iván, sirviente (slugá)                              | bajo     |                                                                 |